# Кіноляп

Друкарська помилка в титрах фільму «Іронія долі, або З легкою парою!». У слові "исключительно"(«виключно») пропущена буква «Л»

Ляп в кінематографі (або кіноляп) — технічна, логічна чи фактологічна помилка при зйомках, монтажі фільму чи мультфільму, яка, будучи помічена, порушує природність того, що відбувається на екрані і так чи інакше розкриває глядачеві деякі деталі виробництва картини. Ляпи можуть бути допущені як випадково, так і навмисно. Слово «ляп» походить від слова «ляпсус» (лат. lapsus - падіння, помилка), що означає «обмовка, мимовільне упущення, промах».

## Причини появи
Головна причина появи ляпів — це непослідовність створення фільмів. Сцени зазвичай знімаються чи малюються не в тому порядку, в якому показуються, тому на деякі помилки творці фільму не звертають увагу. Такі помилки виявляються глядачами лише після того, як фільм уже вийшов на екрани. Деякі сцени з помилками надто дорого перезнімати чи на це бракує часу, тому їх лишають як є.
Є ляпи, які стали класикою і своєрідною візитною карткою фільмів, без яких їх уже не можна уявити. Так, відомим є висловлювання Джорджа Лукаса, що коментував ефектні вибухи в серії фільмів «Зоряні війни»:
|  | Я хвилювався про те, що фанати наукової фантастики почнуть говорити «адже в космосі звуки не поширюються». Але забудьмо про науку. Це і так зрозуміло... Я ж хотів зняти космічну фантазію. |

Кількість виявлених помилок у фільмі тривалістю менше двох годин може досягати сотень і безпосередньо залежить від того, наскільки він популярний. Пошук ляпів перетворюється на своєрідний вид спорту. Фільми без виявлених помилок є рідкісним винятком.

## Класифікація
На профільних сайтах склалася певна класифікація ляпів.
| Тип                                                          | Опис | Приклади |
| ------------------------------------------------------------ | --- | --- |
| Фактична помилка (Factual error)                             | Відтворення сюжету з порушенням фактичної інформації, логіки, перекручене трактування історії, законів природи, мови, анахронізми. | «Таємний щоденник Симона Петлюри»: воїни УНР носять шоломи з двоголовим царським орлом, а не українським тризубом. «Хітмен»: дія відбувається в Росії, а вуличні вивіски болгарською мовою. Типова помилка в багатьох фільмах про космос: чути шум від руху космічного корабля в вакуумі.                                      |
| Прокол сюжету, або діра в сюжеті (Plot hole)                 | Частина сюжету твору, що не стикується з рештою сюжету. | «Втеча з Шоушенка»: головний герой тікає з в'язниці через тунель, схований за плакатом. Але плакат потім виявляється приклеєним до стіни зсередини камери. «Едвард Руки-ножиці»: Едвард вирізьбляє скульптури з льоду, але неясно звідки він його бере.                                                                        |
| Помилка зв'язності сюжету (Continuity error)                 | Раптова поява, зникнення і перестановка об'єктів, що становлять антураж сцени. Недоладності в часі, в черговості подій, появі героїв у кадрі. При використанні комп'ютерного моделювання для спецефектів — помітні розбіжності між знятим на натурі та змодельованим елементом однієї сцени. Відноситься до найпоширеніших помилок. | «Операція «И» та інші пригоди Шурика»: Бовдур суне в праву внутрішню кишеню куртки пляшку горілки. Його наздоганяє Шурик і під час бою на рапірах пробиває пляшку, яка виявляється пляшкою червоного вина в лівій кишені. «Кримінальне чтиво»: дірки від куль видно в стіні ще до того, як у тому напрямку починають стріляти. |
| Випадкове попадання в кадр (Crew or equipment visible)       | Технічний персонал, кінематографічне обладнання, сторонні люди або предмети, які випадково потрапили в кадр. | «Гладіатор»: коли давньоримська колісниця, що мала бути запряжена кіньми, перевертається, видно, що її рухав бензиновий двигун. «Матриця»: безліч епізодів, де оператор відбивається в окулярах, дверних ручках і дзеркалах.                                                                                                   |
| Нереальність сцени (Revealing mistakes)                      | Помилки, при яких стає ясно, що сцена нереальна і поставлена штучно. У тому числі епізоди, де видно, що акторів дублює каскадер, видимі сліди попередніх дублів. | «Парк Юрського періоду»: коли один персонаж спілкується по відеозв'язку, видно, що насправді на екрані попередньо записане відео. Класичний ляп такого типу — збройні магазини з нереально великою кількістю набоїв. |
| Несинхронність звуку і відео (Audio / visual unsynchronized) | Для шумових ефектів — типова помилка звукооператора або шумовика. Для мови — як правило, пов'язано з тим, що при зйомці актори говорять одне, а при озвучуванні задум змінюється. У радянському кінематографі нерідко пов'язано з вимогами цензури.                                                                                 | «Апокаліпсис сьогодні»: програвач платівок грає музику, але голівка не торкається платівки. «Діамантова рука»: героїня Мордюкової вимовляє фразу «… таємно відвідує коханку». У сценарії замість слова «коханку» було слово «синагогу», і саме воно читається по губах.                                                        |

До кіноляпів можна віднести невідповідності при повторному показі тих самих подій. Наприклад, у флешбеках або в «короткому змісті попередніх серій» можуть зустрічатися кадри, які насправді в попередніх серіях або відсутні, або присутні в іншому вигляді (різні дублі).

## Значення
Ляпи самі по собі стали об'єктом уваги при створенні фільмів. Є цілий ряд картин, які обіграють кіноляпи і кіноштампи, такі як «Голий пістолет», «Гарячі голови», «Мовчання шинки»; радянські мультфільми «Пограбування по ...», «Шпигунські пристрасті».
Існують ресурси в Інтернеті та форуми, повністю присвячені кіноляпам та їх пошуку.